# Sayler’s Creek Battlefield
Koordinaten: 37° 18′ 16″ N, 78° 13′ 43″ W

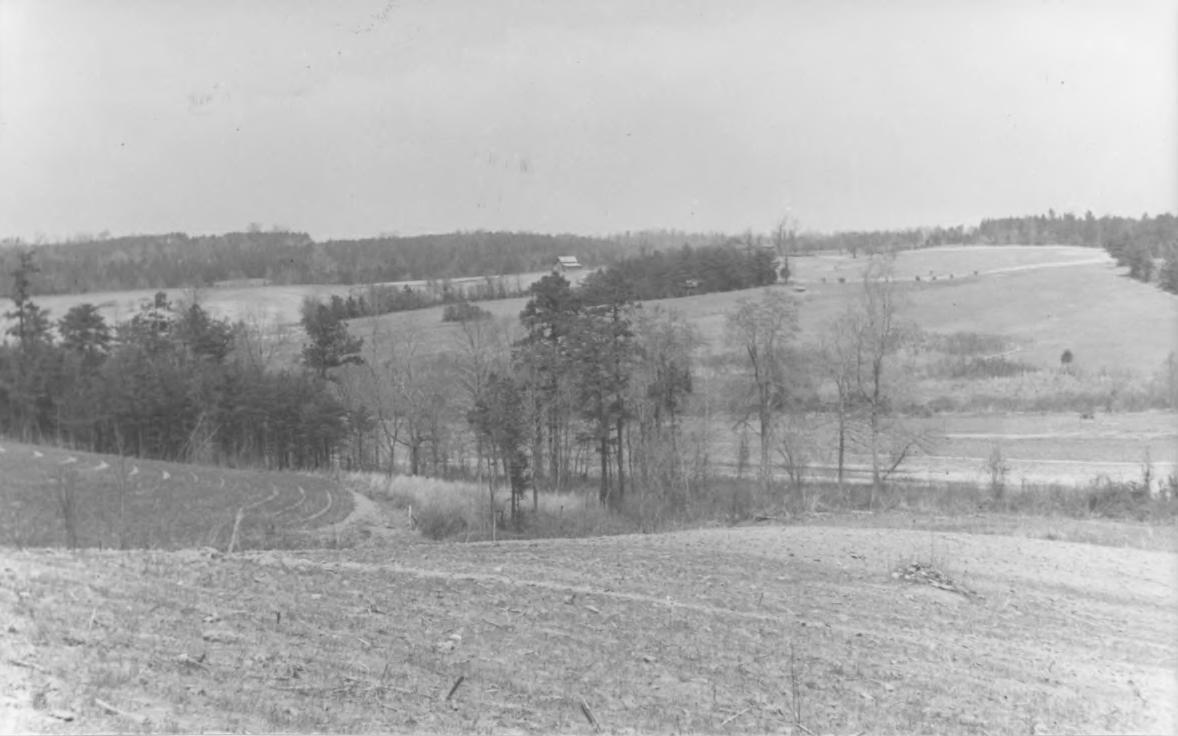
Blick über Saylers Creek in Richtung Hillsman House, Aufnahme von 1936

Sayler’s Creek Battlefield in der Nähe von Farmville, Virginia war die Stätte der Gefechte am Sailor’s Creek im Sezessionskrieg. Die Armee von Robert E. Lee nahm in dieser Phase des Krieges ihre Frontlinie von Richmond nach Petersburg zurück. Hier schnitt am 6. April 1865 Unionsgeneral Philip Sheridan etwa ein Viertel der Armee Lees ab und drängte sie zurück. Acht konföderierte Generäle kapitulierten und 7700 Soldaten fielen oder wurden gefangen genommen. Die Gefechte dieses Tages waren die letzte größere Auseinandersetzung des Sezessionskrieges, und General Lees Kapitulation bei Appomattox folgte drei Tage später. Ein Teil des als National Historic Landmark eingestuften Schlachtfeldes ist Bestandteil des Sailor’s Creek Battlefield Historical State Park.
Den Namen erhielt das Gebiet im 18. Jahrhundert nach einem Farmer mit dem Namen Saylor. Während des Sezessionskrieges etablierte sich die Schreibweise Sayler; allerdings verwenden einige amtliche Dokumente die Schreibweise Sailor. So hat der Bundesstaat Virginia den State Park benannt.

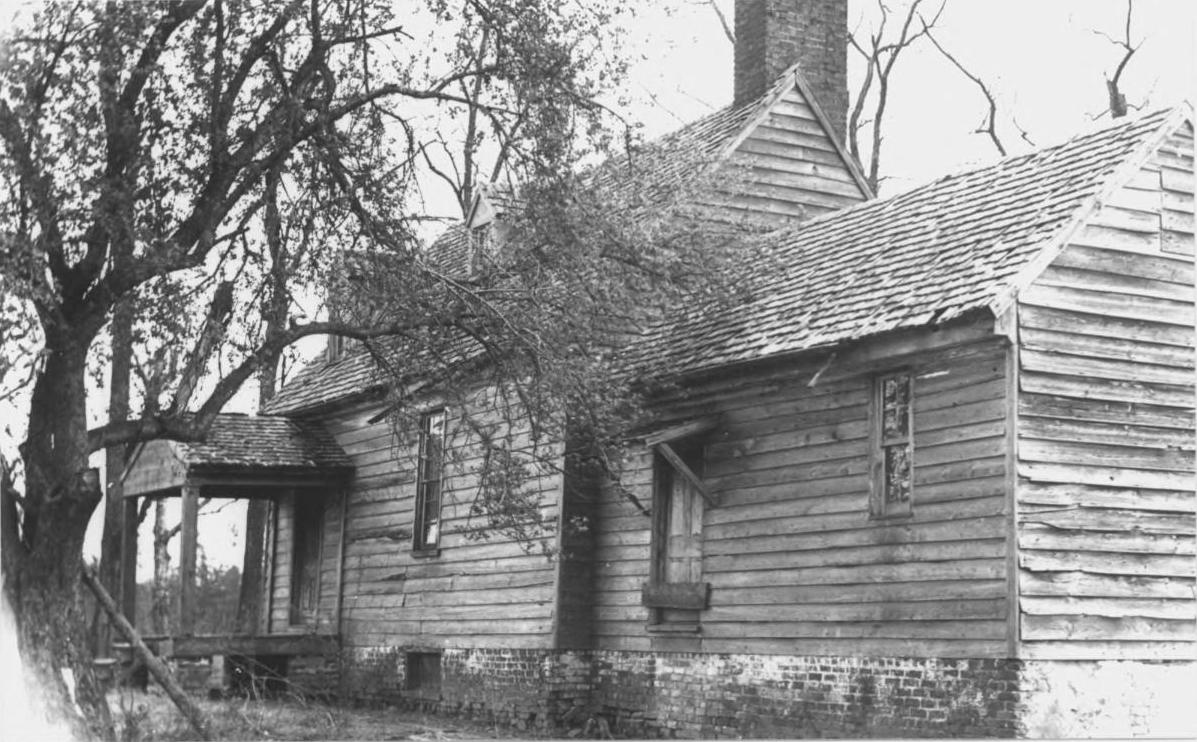
Hillsman House, am Sayler’s Creek Battlefield, Aufnahme von 1936 vor der Restaurierung des Hauses

Die Schlacht bestand aus drei separaten Gefechten, dem Gefecht auf Hillsman’s Farm, dem Gefecht von Marshall’s Cross Roads (bzw. Gefecht von Harper’s Farm) und dem Gefecht von Lockett’s Farm (bzw. Gefecht von Double Bridges). Das Haus der Hillsmans diente nach der Schlacht als Hospital für die Truppen der Union und der Konföderierten. Blutspuren sind noch heute auf dem Fußboden erkennbar. Das Farmhaus der Locketts ist noch in seinem ursprünglichen Zustand.
Zu dem als NHL eingestuften Gelände gehören vier Teile; diese haben eine Größe von 800 Acre, 215 Acre, 5 Acre und 0,6 Acre. Diese sind auf topographischen Karten gekennzeichnet, die der Version der NRHP-Dokumente des Virginia Department of Historic Ressource beigefügt sind. Von diesen Flächen sind insgesamt nur 321 Acre im derzeitigen State Park enthalten.
Die National Historic Landmark befindet sich an den Virginia Routes 617, 618 und 619 in Farmville im Amelia County und Burkeville im  Prince Edward County. Zwischen 1865 und der Nominierung des Gebietes für die Aufnahme in das National Register 1984 entwickelte sich das Gebiet nur wenig und blieb weitgehend so, wie es während der Kämpfe gewesen war. Zur National Historic Landmark erklärt und als Stätte in das National Register of Historic Places eingetragen wurde das Schlachtfeld im Februar 1985.
Parkführer in historischen Kostümen erläutern die verschiedenen Stationen im Park. Zum Jahrestag der Schlacht im April wird jedes Jahr die Schlacht nachgestellt.

## Belege
1. 1 2 3  Christopher M. Calkins: National Register of Historic Places Inventory-Nomination: Sayler’s Creek Battlefield. (PDF; 1,5 MB) National Park Service, Juni 1984, abgerufen am 30. April 2012 (englisch). (einschließlich von sechs Karten, in denen die Schlacht erläutert wird) und vier begleitenden Photos von 1936 (Memento vom 26. Mai 2011 im Internet Archive) (PDF; 32 KB)
2. ↑  Photos der Stätte der Schlacht von Sayler’s Creek
3. ↑  Sayler's Creek Battlefield. In: National Historic Landmark summary listing. National Park Service, abgerufen am 9. Mai 2012 (englisch).
4. ↑  Christopher M. Calkins: National Register of Historic Places Inventory-Nomination: Sayler's Creek Battlefield. (PDF; 6,0 MB) National Park Service, Juni 1984, abgerufen am 9. Mai 2012 (englisch). (einschließlich von sechs Karten, in denen die Schlacht erläutert wird sowie topographischen Karten, in denen die vier Gebiete der National Historic Landmark dargestellt sind)
5. ↑  Listing of National Historic Landmarks by State: Virginia. National Park Service, abgerufen am 8. März 2020.
6. ↑  Sayler's Creek Battlefield im National Register of Historic Places, abgerufen am 8. März 2020.
7. ↑  Archivierte Kopie (Memento vom 11. Mai 2008 im Internet Archive) pg.9